# کینگزفورد (میشیگان)
کینگزفورد، میشیگان (به انگلیسی: Kingsford, Michigan) یک شهر در ایالات متحده آمریکا با جمعیت ۵٬۱۳۳ نفر است که در میشیگان واقع شده‌است.

## موقعیت جغرافیایی
موقعیت جغرافیایی شهرها و مناطق اطراف به شرح زیر است: